# جیمز رید
جیمز رید (انگلیسی: James Read؛ زادهٔ ۳۱ ژوئیهٔ ۱۹۵۳) یک هنرپیشه اهل ایالات متحده آمریکا است.
از فیلم‌ها یا برنامه‌های تلویزیونی که وی در آن نقش داشته است می‌توان به لگالی بلاند ۲: قرمز، سفید و بلوند و هشت مرد بیرونی اشاره کرد.